# الحوطا الغربية
قرية الحوطا الغربية هي إحدى القرى التابعة لمركز ديروط في محافظة أسيوط في جمهورية مصر العربية. حسب إحصاءات سنة 2006، بلغ إجمالي السكان في الحوطا الغربية 5241 نسمة، منهم 2653 رجل و2588 امرأة.